# Oldbury, Shropshire
Oldbury är en by i civil parish Bridgnorth, i distriktet Shropshire, i grevskapet Shropshire, i England. Byn är belägen 12 km från Much Wenlock. Oldbury var en civil parish fram till 1967 när blev den en del av Bridgnorth. Civil parish hade 283 invånare år 1951. Byn nämndes i Domedagsboken (Domesday Book) år 1086, och kallades då Aldeberie.